# Jozef Solymosy
Jozef Solymosy (Bratislava, 23 luglio 2005) è un nuotatore artistico slovacco, vincitore di due medaglie di bronzo agli europei di Roma 2022.

## Biografia
A livello internazionale compete nel duo misto con la connazionale Silvia Solymosyová.
Agli europei di Budapest 2020, disputati nel maggio 2021 presso la Duna Aréna, si è classificato 4º nel duo misto programma libero e nel programma tecnico.
Ha partecipato ai mondiali di Budapest 2022, dove si è classificato 9º nel duo misto programma libero e 10º nel programma tecnico.
Agli europei di Roma 2022 ha vinto la medaglia di bronzo nel duo misto programma libero e nel programma tecnico.

## Palmarès
- Europei

Roma 2022: bronzo nel duo misto libero; bronzo nel duo misto tecnico;